# Изнасилования во время Боснийской войны
Изнасилования во время Боснийской войны представляли собой в совокупности политику массового системного насилия, направленную против женщин. Хотя эти преступления совершали представители всех этнических групп, участвовавших в конфликте, подавляющее большинство изнасилований было совершено членами Армии Республики Сербской (ВРС), вооружённых формирований боснийских сербов, и сербскими военизированными формированиями, которые использовали сексуальное насилие над женщинами как инструмент террора и важнейший тактический элемент в реализуемой ими программе этнических чисток. Оценки количества женщин, ставших жертвами изнасилований во время Боснийской войны, колеблются от 10 000 до 50 000 человек. Более-менее точные данные установить сложно, поскольку количество незарегистрированных случаев насилия над женщинами явно намного превышает число зарегистрированных подобных эпизодов.
Международный уголовный трибунал по бывшей Югославии (МТБЮ) объявил «систематические изнасилования» и «сексуальное порабощение» во время войны преступлением против человечности, уступающим по своей тяжести только геноциду. Хотя он и не рассматривал квалификацию массовых изнасилований как геноцид, многие исследователи, исходя из организованного и систематического характера массовых изнасилований босниек, пришли к выводу, что эти изнасилования были частью более широкой кампании геноцида и что ВРС проводили политику геноцидальных изнасилований против этнической группы боснийских мусульман.
Судебный процесс над членом ВРС Драголюбом Кунарацем стал первым случаем в национальной или международной судебной практике, когда человек был осуждён за использование изнасилования в качестве оружия войны. Широкое освещение в СМИ зверств сербских военизированных формирований против боснийских женщин и детей вызвало международное осуждение сербских сил. После войны было снято несколько отмеченных наградами документальных и художественных фильмов, в которых рассказывается об изнасилованиях и их последствиях.

## Предыстория

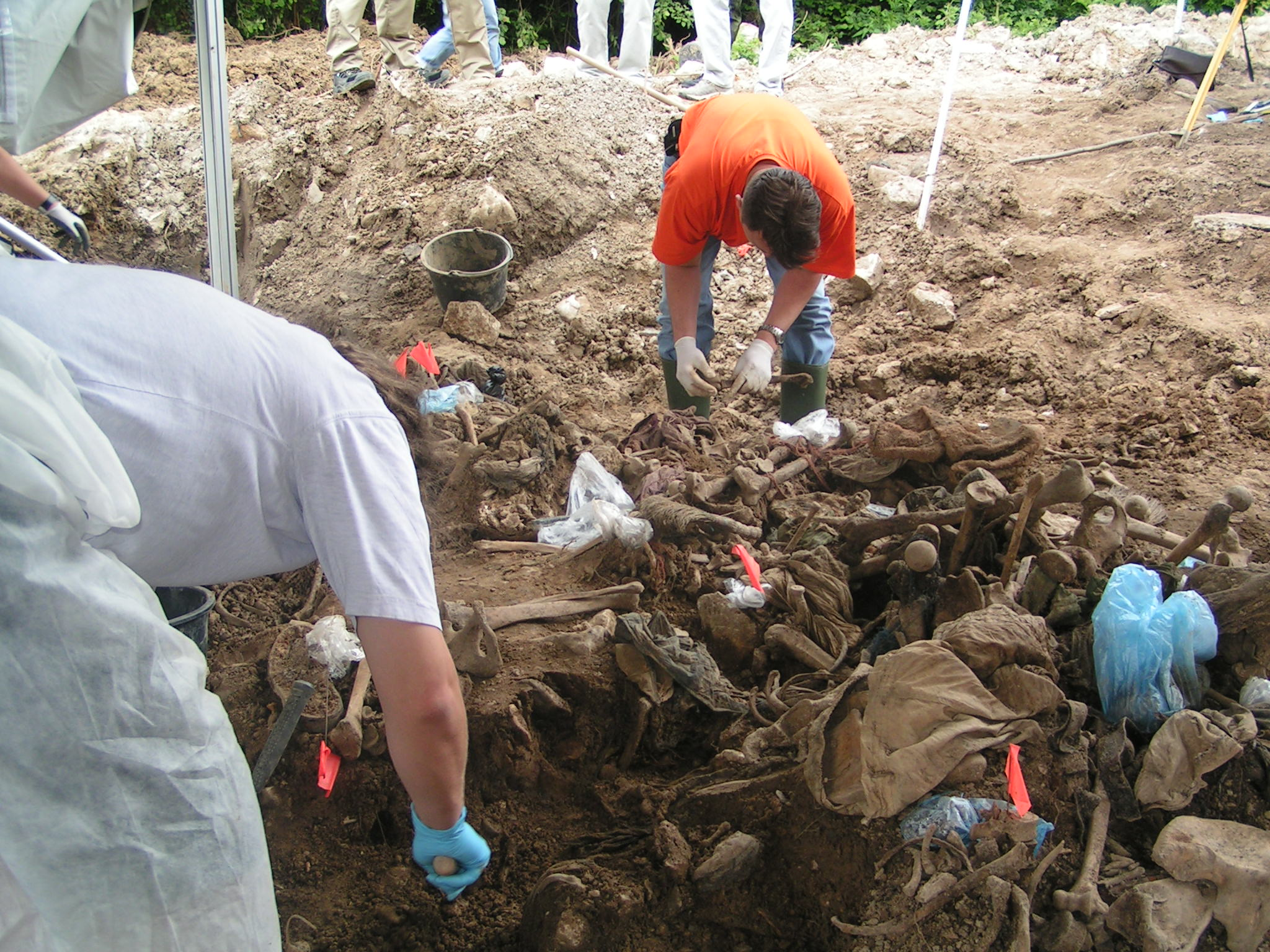
Раскопки братской могилы в восточной Боснии. Мужчины из числа мирных жителей в Фоче были казнены, а женщины подвергнуты неоднократным изнасилованиям со стороны боснийских сербов

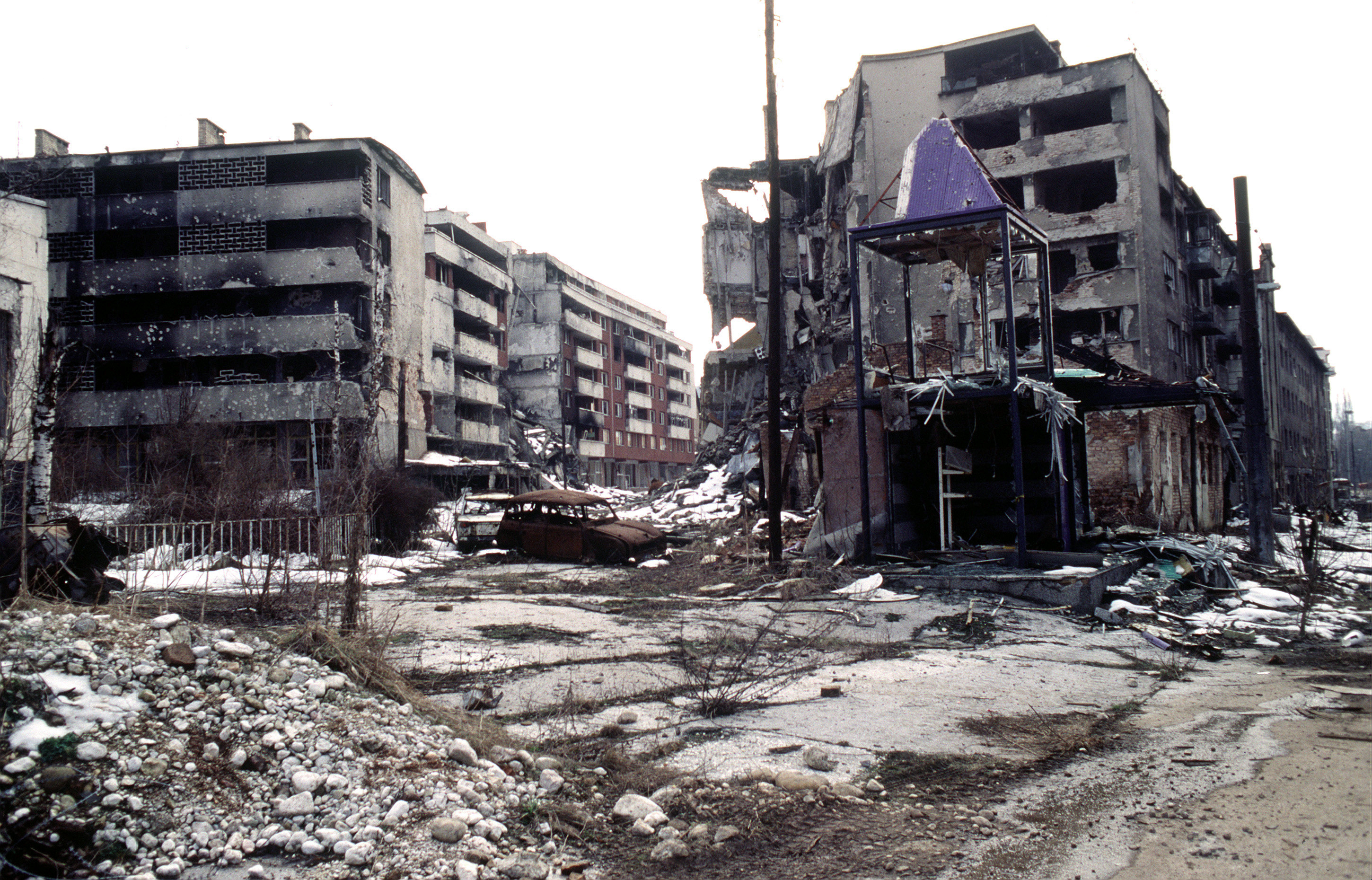
Разрушенный в ходе войны сараевский район Грбавица в 1996 году, где располагались лагеря для изнасилований. С этим районом также связан отмеченный наградами фильма одноимённый художественный фильм

Геноцидальные изнасилования являются характерной чертой кампаний, связанных с этническими чистками и геноцидом, поскольку их цель состоит в том, чтобы уничтожить или насильственно изгнать определённое население с гарантией, что оно не вернётся обратно. По данным Amnesty International, изнасилования во время войны являются не побочным продуктом конфликтов, а заранее спланированной и продуманной военной стратегией. Первая цель подобных массовых изнасилований — запугать гражданское население с намерением насильственно лишить его собственности. Вторая цель — снизить вероятность возвращения преследуемого населения посредством его унижения и позора. Историк Найл Фергюсон охарактеризовал ключевой фактор, стоящий за решением, принятым на высоком уровне, использовать массовые изнасилования для этнической чистки, как ошибочный национализм.
Власти Социалистической Федеративной Республики Югославия с самого момента её создания непримиримо относились к попыткам разжечь внутри страны националистические настроения, и людям, стремившимся сделать это, грозило тюремное заключение, пытки или казнь. В 1989 году президент Сербии Слободан Милошевич разогрел сербские националистические настроения своей Газиместанской речью, в которой он спекулировал на исторической памяти, связанной с битвой на Косовом поле. Ощущение себя в роли жертвы и агрессия по отношению к боснийцам ещё больше подогревались преувеличенными рассказами о роли небольшого числа босняков в преследовании сербов во время террора, организованного усташами против сербов во время Второй мировой войны. Сербская пропаганда рассказывала, что боснийцы будто бы в значительной степени произошли от турок. Несмотря на проводимые сербскими властями кампании ненависти, часть обычных сербов пыталась защитить боснийцев от зверств, и уже им поступали угрозы. Так бывали случаи, когда представители сербских военных объявляли по громкой связи, что «каждый серб, вставший на защиту мусульманина, будет немедленно убит».
Ещё до начала вооружённого конфликта босняков в Восточной Боснии уже начали увольнять с мест работы, подвергать дискриминации и ограничивать их свободу передвижения. В начале войны сербские вооружённые формирования начали преследовать боснийское мирное население. После того, как города и сёла брались под их контроль, сербские военные, полиция, паравоенные формирования, а иногда даже и сербские мирные жители совершали преступления против представителей другой этнической группы. Дома и квартиры босняков разграблялись или даже сносились, мирных жителей хватали и заключали под стражу, некоторые из них подверглись физическому насилию или были убиты. Мужчин и женщин разделяли друг от друга, а затем отправляли в концентрационные лагеря.

## Фиксация изнасилований
Оценки количества изнасилованных женщин и девочек во время Боснийской войны колеблются от 12 000 до 50 000, подавляющее большинство из которых были боснийками, изнасилованными боснийскими сербами. Эксперты Управления Верховного комиссара ООН по правам человека заявляли о 12 000 подобных случаев. Европейский союз озвучивал цифру в 20 000 человек, в то время как Министерство внутренних дел Боснии и Герцеговины утверждало о 50 000 жертвах. Комиссия экспертов ООН задокументировала 1600 случаев сексуального насилия.

Сербские военизированные формирования создавали «лагеря для изнасилований», где женщин неоднократно насиловали и отпускали только беременных. Групповые изнасилования и публичные изнасилования на глазах у жителей деревни и из соседних селений не были редкостью. 6 октября 1992 года Совет Безопасности ООН учредил Комиссию экспертов под председательством Махмуда Шерифа Бассиуни. Согласно выводам её расследования, становилось очевидно, что сербские военные систематически совершали изнасилования, опираясь при этом на поддержку своих командиров и местных властей. Комиссия зафиксировала заявления некоторых преступников, говоривших, что им приказывали насиловать. Другие подтверждали тезис о том, что изнасилования являлись тактикой, гарантировавший невозвращение преследуемого населения в тот район, где против них совершались подобные преступления. Насильники говорили своим жертвам, что они родят им детей их национальности. Беременных женщин держали в заключении до той поры, пока не становилось слишком поздно делать аборт. Жертвам угрожали, что их выследят и убьют, если они сообщат о происходившем с ними. Комиссия экспертов также сделала следующий вывод: 
Существуют свидетельства того, что изнасилования совершались всеми сторонами конфликта. Однако наибольшее число зарегистрированных жертв составляют боснийцы, а наибольшее число предполагаемых преступников — боснийские сербы. Свидетельств об изнасилованиях и сексуальных домогательствах между представителями одной этнической группы немного.
Группа расследователей от Европейского сообщества, в которую входили Симона Вейл и Энн Уорбертон, в своем отчёте от 1993 года, пришла к аналогичному выводу, что изнасилования, совершённые силами боснийских сербов, являлись не вторичным следствием военного конфликта, а частью систематической политики этнических чисток и «совершались с сознательным намерением деморализовать и запугать местные общины, изгнать их из родных мест и продемонстрировать силу войск оккупантов». Amnesty International и Helsinki Watch также пришли к выводу, что во время конфликта изнасилования использовались как орудие войны с основной целью унизить, запугать и уничтожить преследуемую группу населения, которая гарантировала бы, что выжившие покинут родные места и никогда не вернутся обратно.
В показаниях пережившей лагерь в Калиновике (где содержалось около 100 женщин, подвергавшихся «многократным изнасилованиям») говорилось, что насильники постоянно говорили своим жертвам, что у них будут их дети — «маленькие четники», а целью их преступлений было «посеять семена сербов в Боснии». Женщин принуждали выдерживать полный срок беременности и рожать. Многие свидетельства об этих преступлениях иллюстрируют этнический аспект изнасилований.

### Лагеря

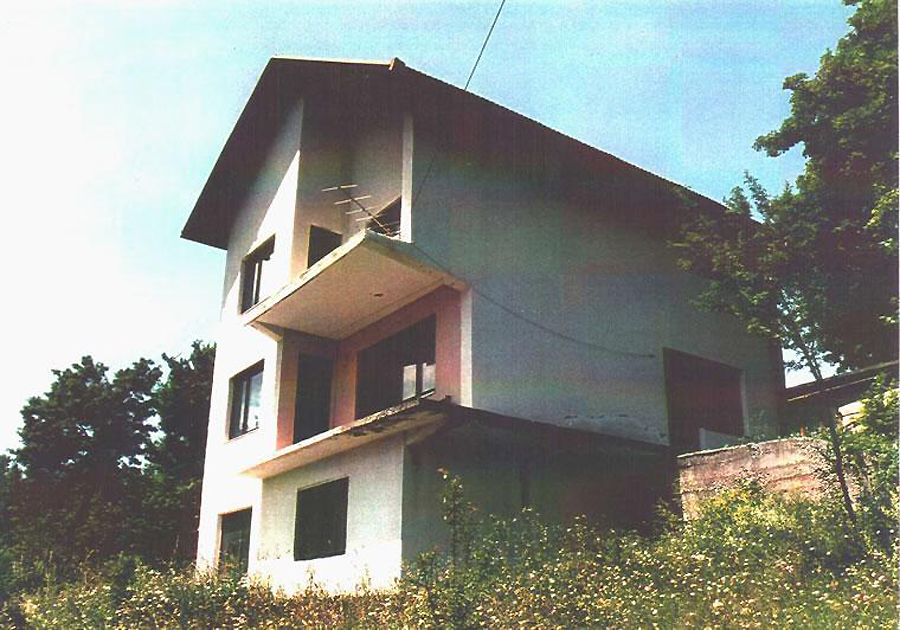
«Дом Карамана», место пыток и изнасилований женщин недалеко от Фочи, Босния и Герцеговина. (Фотография МТБЮ)

Сербские формирования создавали лагеря, где происходили изнасилования. К таким лагерям, например, относятся Кератерм, Вилина Влас, Маняча, Омарска, Трнополье и Узамница. В мае 1992 года сербские жители боснийской деревни Снагово (община Зворник) окружили и захватили деревню Липле, где организовали концентрационный лагерь. 400 человек содержались в нескольких домах, где их насиловали, пытали и убивали.
За пять месяцев войны, с весны по лето 1992 года, от 5000 до 7000 босняков и хорватов содержались в нечеловеческих условиях в концентрационном лагере Омарска, где изнасилования, сексуальные домогательства, пытки и убийства как мужчин так и женщин были обычным явлением. Одна из газет охарактеризовала его как «место оргии убийств, увечий, избиений и изнасилований» В лагере Трнополье неизвестное количество женщин и девочек было изнасиловано боснийскими сербскими солдатами, полицейскими и охранниками лагеря. Один из свидетелей преступлений в лагере Узамница на суде над Оливером Крсмановичем, обвинявшимся в преступлениях, связанных с массовыми убийствами в Вишеграде, утверждал, что заключённых мужчин одно время заставляли насиловать женщин.
Лагеря были созданы и в контролировавшемся сербами городе Фоча. Одним из самых известных таких лагерей был «дом Карамана», где боснийки, в том числе несовершеннолетние девочки в возрасте 12 лет, неоднократно подвергались изнасилованиям. Во время судебного процесса над Драголюбом Кунарацем и другими лицами условия в этих лагерях были охарактеризованы как «невыносимо антисанитарные», а Драган Гагович, глава полиции в Фоче, был идентифицирован как один из мужчин, который посещал эти лагеря, где он отбирал женщин, после чего вывозил их к себе и насиловал.
Женщин и девушек, выбранных Кунарацем или его людьми, отводили на военную базу и насиловали. В других случаях девочек забирали из лагерей и содержали в различных местах в течение длительного периода времени в качестве сексуальных рабынь. Радомир Ковач, впоследствии осужденный МТБЮ, удерживал в своей квартире четырёх девушек, жестоко с ними обращаясь и изнасиловав трёх из них, а также позволив своим знакомым изнасиловать одну из этих девушек. Перед продажей трёх девочек Ковач отдал двух из них другим сербским солдатам, которые издевались над ними более трёх недель.
В Добое боснийские сербы отделили женщин от мужчин, а затем принуждали некоторых мужчин насиловать женщин из своей собственной семьи. Женщин допрашивали о родственниках-мужчинах в городе, а одного 14-летнего мальчика заставили изнасиловать свою мать.
Хорватские формирования создали концлагеря в Войно, Челебичах, Дретеле, Габеле, Родоче, Каонике, Витезе и Жепе. В совместном боснийско-хорватском лагере Челебичи заключённые сербы из числа мирных жителей подвергались различным формам пыток и сексуального насилия, включая изнасилования. В Дретеле большинство заключённых составляли гражданские сербы, которых содержали в нечеловеческих условиях, а женщин-заключённых насиловали и говорили им, что они будут находиться под стражей до тех пор, пока не родят усташей. Как сербские, так и боснийские мирные жители содержались в лагере Гелиодром в Родоче, и, по некоторым сообщениям, задержанные там подвергались сексуальному насилию. Сербских женщин и девочек насиловали и пытали в боснийских борделях в Сараево.

### Сексуальное насилие над мужчинами
Менее известной формой сексуального насилия во время Боснийской войны были изнасилования мужчин и мальчиков. Хотя конкретное число подобных случаев не было установлено, оценочно жертвами подобных преступлений стали около 3000 человек. Предположительно, сотни, если не тысячи мужчин, подвергшихся сексуальному насилию, никогда не заявляли об этом либо из-за своей смерти, либо из-за позора, связанного с сексуальным насилием в отношении мужчин. Из-за во-многом патриархального менталитета и уклада жизни в Боснии и Герцеговине мужчины-жертвы изнасилований очень часто подвергались остракизму со стороны своих общин, им отказывали в мужественности или обвиняли в гомосексуализме. Некоторые жертвы опасались, что их откровение приведёт к дальнейшим подобным преступлениям в их адрес.
Большинство случаев сексуального насилия над мужчинами имели место в концентрационных лагерях. Часть подобных преступлений была совершена и в других местах и при других обстоятельствах, например, во время обысков домов. Спектр преступлений сексуального характера над мужчинами был весьма разнообразен. Так некоторые жертвы были подвергнуты соответствующим пыткам, а других заставляли мучить подобным образом других заключённых. Пытки сексуального характера включали в себя принуждение к оральному и анальному сексу, нанесение увечий половым органам и тупых травм половым органам.
Причины этих преступлений преимущественно крылись в желании унизить, а также доказать своё превосходство над жертвами, а не в желании у преступников сексуального удовлетворения.
Тяжёлые последствия, полученные жертвами этих преступлений, включали в себя ряд проблем с психическим и физическим здоровьем, в том числе ощущение чувства безнадёжности, тяжкие воспоминания, эректильную дисфункцию, оргазмическую дисфункцию и боли при половом акте.

## Последствия
После окончания Боснийской войны в соответствии с Дейтонскими соглашениями 1995 года постоянно предпринимались усилия по примирению противоборствовавших сторон. Большое внимание уделялось необходимости понять реальность того, что произошло во время войны, развеять мифы, привлечь к ответственности виновных и побудить их признать свою вину за массовые изнасилования и другие злодеяния.
По завершении войны этническая идентичность приобрела гораздо большее социальное значение в Боснии и Герцеговине, чем это было до 1992 года. С 1960-х годов до начала вооружённого конфликта почти 12 % браков в Боснии и Герцеговине были смешанными (между членами разных этнических групп), а молодые люди зачастую называли себя боснийцами, не определяя свою этническую принадлежность. После же войны стало фактически обязательным идентифицировать себя босняком, сербом или хорватом, что становилось серьёзной проблемой для детей жертв изнасилования, когда они достигали совершеннолетия.
Медицинское наблюдение за 68 хорватскими и боснийскими жертвами изнасилований во время войны 1992—1995 годов показало, что большинство из них страдало от психологических проблем. Ни одна из них до изнасилования не наблюдалась у психиатра. После изнасилований у 25 из них возникали мысли о самоубийстве, 58 сразу после совершённого над ними злодеяния страдали от депрессии, а 52 продолжали испытывать её во время исследования, спустя год после изнасилования. Из этих 68 женщин 44 подверглись неоднократным изнасилованиям, а 21 из них насиловали ежедневно на протяжении всего плена. 29 из них забеременели, а 17 сделали аборт. Проводившие исследование пришли к выводу, что изнасилования привели к «глубоким незамедлительным и долгосрочным последствиям для психического здоровья» женщин.
Изнасилования в Боснийской войне использовались как «оружие войны», которое повлияло на сознание широкой боснийской общественности. По словам психоаналитика Пьера Байяра, «[в] Боснии изнасилования не только сопровождали продвижение сербских войск, они также являлись результатом согласованной политики культурного искоренения». Изнасилование само по себе служило инструментом стратегического осквернения боснийской и/или босняцкой идентичности и всего, что с ней связано.
В коллективном исследовании «Массовые изнасилования: война против женщин в Боснии и Герцеговине» (англ. Mass Rape: The War Against Women in Bosnia-Herzegovina) Александрой Стиглмайер был сделан следующий вывод:
Согласно выводу Комиссии экспертов ООН, расследовавшей случаи изнасилований в бывшей Югославии, в Боснии и Герцеговине и Хорватии изнасилование стало инструментом "этнической чистки". "Изнасилования нельзя рассматривать как явление вторичное по отношению к основной цели агрессии, они сами по себе служили стратегической цели", - сообщает миссия Европейского сообщества, особенно обеспокоенная положением боснийских женщин. В докладе гуманитарной организации Amnesty International говорится: "Случаи, к которым относятся сексуальные посягательства на женщин, по-видимому, являются частью всеобъемлющей модели ведения войны, характеризующейся массовым запугиванием и посягательствами на боснийцев и хорватов". Американская правозащитная организация Helsinki Watch считает, что изнасилование используется в качестве "оружия войны" в Боснии и Герцеговине: "Независимо от того, насилуют ли женщину солдаты у неё дома или держат в доме с другими женщинами и насилуют раз за разом, её насилуют с политической целью – чтобы запугать, унизить и опозорить её и других, пострадавших от её страданий. Результатом изнасилования часто является то, что женщины и их семьи убегают и никогда не возвращаются в родные места". Таким образом становится очевидно, что изнасилования в Боснии и Герцеговине происходят "в больших масштабах" (ООН и ЕС), что они приобретают систематический характер, и что "безусловно, в большинстве случаев мусульманские (боснийские) женщины становятся жертвами сербских сил" (Amnesty International). Оценки числа жертв изнасилования варьируются от 20 000 (ЕС) до 50 000 (Министерство внутренних дел Боснии).

## Позиция сербских деятелей по поводу обвинений в изнасилованиях
Некоторые сербские публицисты и историки считают, что никакого массового изнасилования боснийских мусульманок не было, и что эти обвинения были выдуманы западными олигархами с целью сатанизации сербского народа. Йован Ненадов сообщает о целом ряде случаев якобы громких изнасилований, которые при тщательной проверке западными исследователями оказались выдумкой и ложью. Публицист, боснийский серб Ранко Гойкович утверждает, что сербы на войне в принципе неспособны к любого рода массовым преступлениям, в том числе и изнасилованиям, потому что сербы всегда только защищают свою землю и не ведут агрессивных войн, за исключением единственного случая в 1885 г., а все обвинения в преступлениях фабрикуют западные сербофобски настроенные круги, особенно в США и Великобритании.

## Национальная и международная реакции
В августе 1992 года средства массовой информации широко освещали использование изнасилований в качестве военной стратегии, и одной из первых, кто привлёк к этим преступлениям внимание всего мира, была программа корреспондента Newsday Роя Гутмана «Массовые изнасилования: мусульмане вспоминают о сербских нападениях» (англ. Mass Rape: Muslims Recall Serb Attacks), которая вышла в эфир 23 августа 1992 года.
В ответ на нарушения прав человека в ходе войны Совет Безопасности ООН учредил МТБЮ. В статье 5 устава МТБЮ разъяснялось, что трибунал имеет право вести уголовное преследование лиц, ответственных за военные преступления, а устав непосредственно относил изнасилования к преступлениям, за которые могут быть предъявлены обвинения.
В просочившемся в 1995 году отчёте Центрального разведывательного управления говорилось, что сербские силы несут ответственность за 90 % изнасилований, совершённых за время Боснийской войны. Группа экспертов ООН под председательством М. Шерифа Бассиуни пришла к такому же выводу, опубликованному в их отчёте. Они также подсчитали, что хорватские силы несут ответственность за 6 % от общего числа подобных преступлений, а боснийские — за 4 %
После случившейся в июле 1995 года резни в Сребренице посол США в ООН Мадлен Олбрайт заявила на заседании Совета Безопасности ООН о том, что «местонахождение около 6000 боснийских мужчин и мальчиков из Сребреницы неизвестно… Однако у нас достаточно информации, чтобы сейчас сделать вывод, что боснийские сербы избили, изнасиловали и казнили множество беженцев».

## Судебные процессы

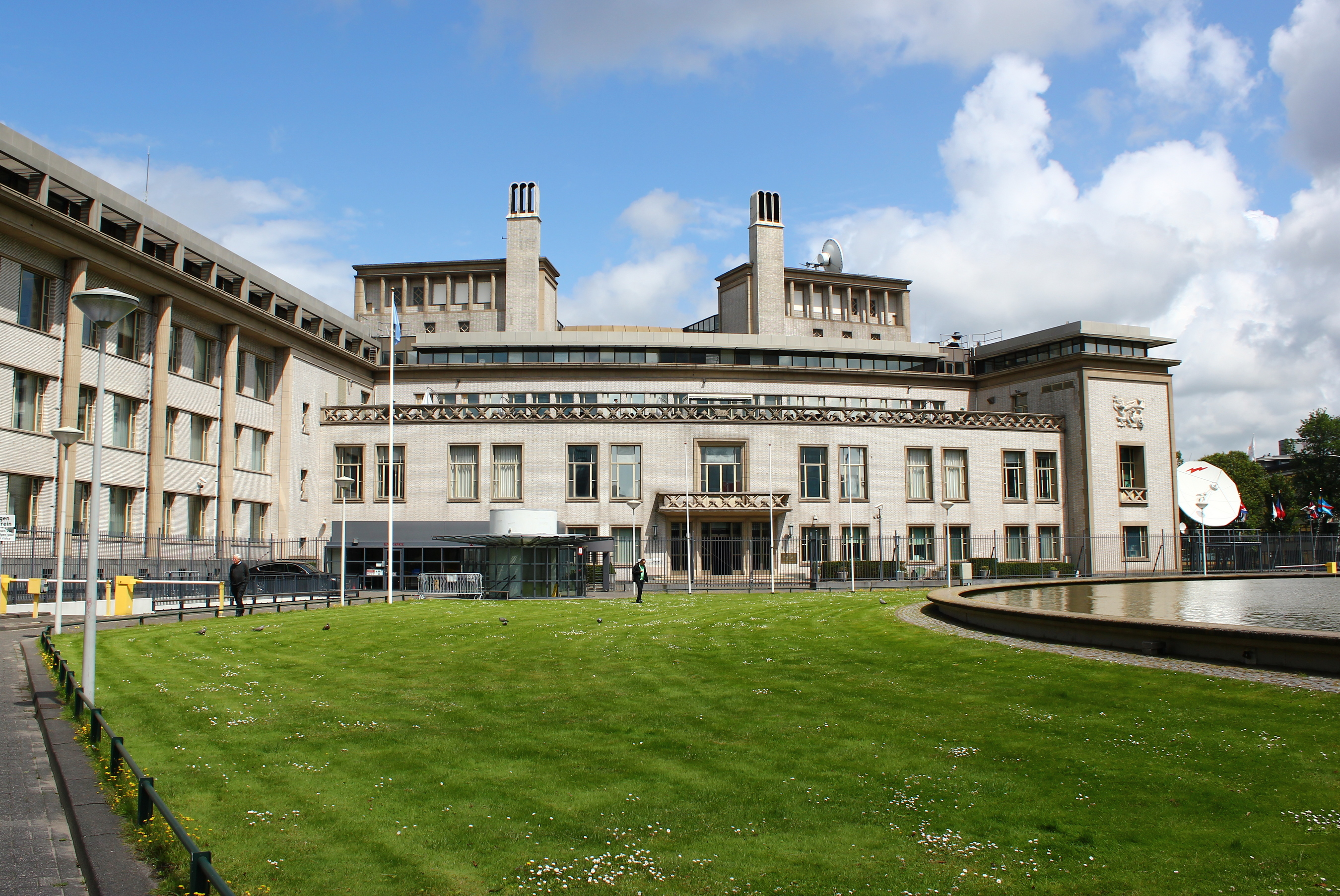
Здание трибунала в Гааге.

В начале 1990-х годов стали звучать призывы к возбуждению судебных дел, связанных с вероятным геноцидом в Боснии и Герцеговине. К 2011 году он предъявил обвинения 161 человеку всех национальностей в совершении военных преступлений, заслушав показания более 4000 свидетелей. В 1993 году МТБЮ определил изнасилование как преступление против человечности, а также определил изнасилование, сексуальное рабство и сексуальное насилие как международные преступления, которые представляют собой пытки и геноцид.
Судьи МТБЮ постановили во время судебного процесса над Драголюбом Кунарацем, Радомиром Ковачем и Милорадом Крноелацем, что изнасилования использовались вооружёнными формированиями боснийских сербов как «орудие террора». Кунарац был приговорён к 28 годам лишения свободы за изнасилования, пытки и порабощение женщин. Ковач, который насиловал 12-летнюю девочку, а затем продал её в рабство, был приговорён к 20 годам лишения свободы, а Крноелац — к 15 годам. МТБЮ отметил в своём приговоре, что «адская оргия жестоких преступлений» происходила в различных лагерях по всей Боснии.
В 1997 году боснийские и хорватские женщины подали в американский суд на Радована Караджича, обвинив его в геноцидальных изнасилованиях. Его признали виновным, а истцов — жертвами геноцидальных изнасилований, которым была присуждена компенсация в размере 745 миллионов долларов.
26 июня 1996 года МТБЮ предъявил Драгану Зеленовичу обвинение по семи пунктам обвинения в изнасиловании и пытках как преступлениях против человечности и семи пунктам обвинения в изнасилованиях и пытках как нарушение обычаев и законов войны. Зеленович первоначально не признал себя виновным, но во время слушания 17 декабря 2007 года, пойдя на сделку с прокурором, признал свою вину по трём пунктам обвинения в пытках и четырём пунктам обвинения в изнасилованиях как преступления против человечности. Зеленович принимал участие в актах сексуального насилия над женщинами в различных лагерях, в том числе в групповом изнасиловании 15-летней девочки и взрослой женщины. Ему дали 15 лет за преступления против человечности, которые он обжаловал. Апелляционная палата оставила в силе первоначальный приговор.
10 марта 1997 года в ходе так называемого «дела Челебичи» перед судом предстали Хазим Делич, Зейнил Делалич, Здравко Муцич и Эсад Ланджо. Им были предъявлены обвинения по статье 7 (1) и статье 7(3) Устава МБТЮ за нарушение международного гуманитарного права. Преступления происходили в контролируемом боснийцами и хорватами лагере для военнопленных Челебичи. Делич был признан виновным в использовании изнасилований в качестве пытки, что явилось нарушением Четвёртой женевской конвенции, а также в нарушении законов и обычаев войны. Судебная палата также установила, что Муцич был виновен в преступлениях, в том числе в зверствах по признаку пола, совершённых в то время, когда он был начальником лагеря, в соответствии с принципом командной ответственности.

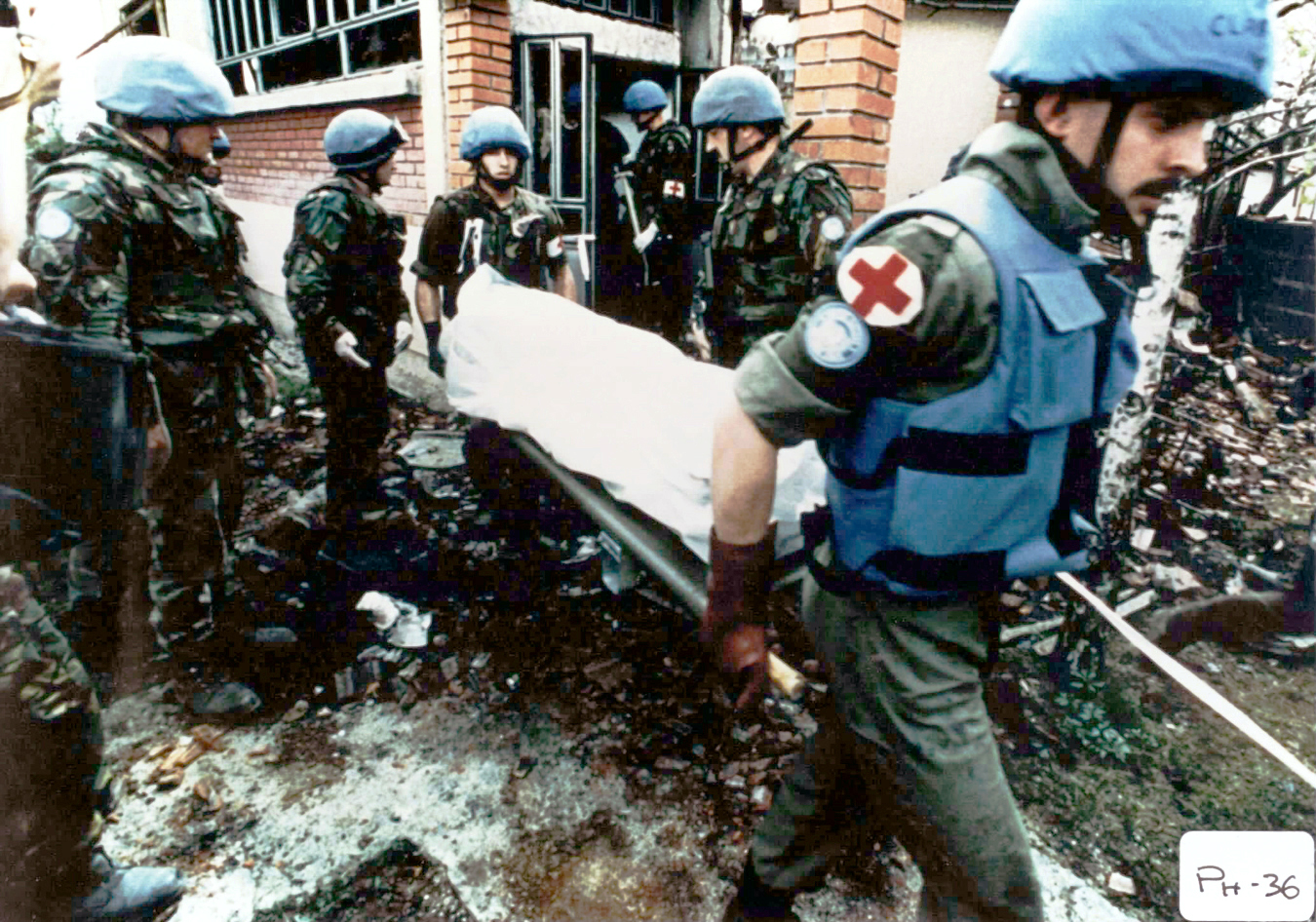
Миротворцы ООН собирают тела жертв Резня в Ахмичах, случившейся в апреле 1993 года (фотография МТБЮ)

22 июня 1998 года Анто Фурунджия, задержанный 18 декабря 1997 года голландскими военными, действовавшими вместе с НАТО, предстал перед судом в ходе одного из самых коротких судебных процессов МТБЮ. Оно стало первым делом, рассмотренным МТБЮ, которое касалось исключительно обвинений в изнасилованиях. Фурунджия был боснийским хорватом и командиром местного военного подразделения, известного как «Джокеры», которое принимало участие в этнических чистках в долине Лашвы, находясь под командованием Хорватского совета обороны. Фурунджии было предъявлено обвинение в индивидуальной уголовной ответственности, которая включала «совершение, планирование, подстрекательство, приказ или иное содействие и подстрекательство к планированию, подготовке или совершению любых преступлений, указанных во второй и третьей статьях устава трибунала». Единственная свидетельница, подвергшаяся пыткам со стороны Фурунджии во время допроса, дала большинство показаний в ходе этого судебного процесса. Её избили, а другой солдат принудил её к оральному и вагинальному сексу в присутствии Фурунджии. Фурунджия не предотвратил это преступление, несмотря на то, что имел на то полномочия. Его защитник утверждал, что свидетельница страдала от посттравматического стрессового расстройства и неправильно опознала обвиняемого. Суд приговорил Фурунджию к двум срокам лишения свободы — к 10 и 8 годам лишения свободы одновременно, признав его виновным по статье 3 в том, что он нарушил «законы или обычаи войны», будучи ответственным за «пытки и надругательство над человеческим достоинством, включая изнасилование».
В мае 2009 года Ядранко Прлич, бывший премьер-министр самопровозглашённой Хорватской республики Герцег-Босна, был осужден за убийства, изнасилования и изгнание боснийцев. Он был приговорён к 25 годам лишения свободы.
По словам Маргот Вальстрём, специального представителя ООН по вопросу о сексуальном насилии в условиях конфликтов, по состоянию на 2010 год только 12 дел из примерно 50 000-60 000 были рассматривались в судебном порядке. К апрелю 2011 года МТБЮ предъявил обвинения 93 мужчинам, из них 44, в том числе преступлениях, связанных с сексуальным насилием.
9 марта 2005 года официально начала свою деятельность Палаты по военным преступлениям Суда Боснии и Герцеговины. на первых порах она имела смешанный состав из местных и иностранных судей, а к 2009 году все судебные производства были отданы в ведение национальным властям.
Радован Станкович был членом элитного сербского военизированного формирования из Вуковара, которым командовал Перо Элез. После смерти Элеза Станкович взял на себя управление «домом Карамана», который представлял собой публичный дом в Фоче, где женщины содержались под принуждением. 14 ноября 2006 года суд Сараево приговорил Станковича к 16 годам лишения свободы за принуждение женщин к занятию проституцией. 26 мая 2007 года во время своей транспортировки в больницу Станкович сбежал из-под стражи, после чего скрывался от правосудия в течение более четырёх лет.
Серб Неджо Самарджич был приговорён к 13 годам и 4 месяцам, будучи признанным виновным в преступлениях против человечности по четырём из десяти предъявленным ему пунктам обвинения. К его злодеяниям относятся многочисленные изнасилования, избиения, убийства и принуждение женщин к обращению в сексуальное рабство. Самарджич также был признан виновным в зверствах в «доме Карамана». Он подал апелляцию и в результате был приговорён к 24 годам лишения свободы, будучи признанным виновным уже по девяти из десяти обвинительных актов.
Серб Гойко Янкович сдался властям Боснии и Герцеговины в 2005 году, после чего был переведён в Гаагу для суда, но МТБЮ отправил его обратно, чтобы тот предстал перед местным судом. Ему было предъявлены обвинения в нарушении прав, пособничестве и подстрекательстве к совершению преступлений, а также в отдаче приказов в рамках кампании преследования несербского населения, которая включала в себя убийства и сексуальные надругательства над несербами, большинство из которых были боснийскими женщинами и девочками. Он получил 34 года лишения свободы за эти злодеяния.
Драган Дамьянович был осужден на 24 года заключения за военные преступления, включая убийства, пытки и изнасилования.
В июле 2009 года Момир Савич был приговорён к 18 годам тюремного заключения за преступления, которые он совершил, будучи командиром «Вишеградской бригады» ВРС. Он был осужден за многоразовые изнасилования боснийской женщины, поджоги, грабежи и казни.
12 января 2009 года серб Желько Лелек был приговорён к 13 годам тюремного заключения за преступления против человечности, в том числе изнасилования. Лелек, который во время войны был офицером полиции, был осуждён за действия, совершённые им во время резни в Вишеграде.
Миодраг Никачевич, сербский офицер полиции из Фочи, в 2007 году был обвинён боснийским судом в преступлениях против человечности, совершённых им в 1992 году. Ему было предъявлено обвинение по двум пунктам обвинения в изнасилованиях. В апреле 1992 года Никачевич, будучи одетым в форму и вооружённым, ограбил с применением силы и изнасиловал одну женщину. Второй пункт касался жестокого обращения и изнасилования другой женщины, имевшего место в июле 1992 года в Фоче. В ходе судебного разбирательства защита представила десять свидетелей, которые утверждали, что Никачевич не принимал участия ни в каких военных преступлениях и даже периодически рисковал собственной безопасностью, помогая другим. 19 февраля 2009 года он был признан виновным и приговорён к 8 годам лишения свободы за изнасилования обеих женщин, а также за пособничество и подстрекательство к похищению и незаконному задержанию боснийского мирного жителя, который впоследствии был убит в неизвестном месте. В 1992 году сербам Милораду Крноелацу, Янко Яничу, Драгану Гаговичу и другим были предъявлены обвинения в нарушении прав человека в период этнических чисток в Фоче, в том числе и в изнасилованиях.
25 марта 2008 года Анте Ковачу, бывшему командиру военной полиции в Хорватском совете обороны, были предъявлены обвинения в военных преступлениях, совершённых против босняков в муниципалитете Витез в 1993 году. Он, среди прочего, обвинялся в изнасилованиях, совершённых в концентрационных лагерях в этом регионе. Ковач был оправдан по одному пункту обвинения в изнасиловании, но признан виновным по другому. Он был приговорён к 9 годам лишения свободы.
В марте 2013 года Веселин Влахович, известный под прозвищами «Батько» и «Чудовище из Грбавицы», был приговорён к 45 годам тюремного заключения, будучи признанным виновным по более чем 60 пунктам обвинения, включая убийства, изнасилования и пытки боснийских и хорватских мирных жителей во время осады Сараево. Приговор Влаховича стал самым длинным вынесенным МТБЮ, он был немногим длиннее, чем у Санко Койича, который ранее в 2013 году был приговорён к 43 годам лишения свободы за участие в резне в Сребренице.

## В популярной культуре
Действие картины «Грбавица», художественного фильма боснийского режиссёра Ясмилы Жбанич, происходит в послевоенном Сараево. Её главные герои — мать-одиночка Эсма и её дочь Сара, которая обнаруживает, что она является не дочерью героя войны, а плодом изнасилования её матери. В 2006 году фильм выиграл «Золотого медведя», высшую награду 56-го Берлинского международного кинофестиваля. Ещё ранее, в 2000 году, Жбанич сняла короткий документальный фильм на эту тему под названием «Красные резиновые сапоги» (босн. Crvene gumene čizme). Картина Анджелины Джоли «В краю крови и мёда» также посвящена проблеме изнасилований во время Боснийской войны. «Брошенный» (босн. Ostavljeni), боснийский фильм 2010 года режиссёра Адиса Бакрача по сценарию Златко Топчича, рассказывает историю мальчика из приюта, пытающегося узнать правду о своём происхождении, подозревая, что он является плодом изнасилования. Военный фильм 1998 года «Спаситель» повествует об американском наёмнике, который сопровождает в безопасный район ООН сербскую женщину, изнасилованную боснийским солдатом и забеременевшую от него.
«Вызов призраков» — документальный фильм о боснийке и хорватке, выживших после изнасилований и пыток в концлагере Омарска. Он заканчивается тем, что обе женщины дают показания в Гааге. «Я пришла свидетельствовать» — документальный фильм PBS, рассказывающий истории 16 женщин, заключённых сербскими войсками в Фоче и впоследствии давших показания против своих мучителей в МТБЮ.
Спектакль «Во имя отца» (босн. U ime oca) — совместная австрийско-боснийская документально-танцевальная постановка Национального театра Тузлы и продюсерской компании The Alpha Group, посвящённая теме изнасилований во время Боснийской войны. Её режиссёром выступил Даррел Тулон.

## Комментарии
1. ↑  "В Боснии некоторые из зарегистрированных случаев изнасилования и сексуального насилия, совершённых сербами преимущественно по отношению к мусульман, явно являются результатом действий отдельных лиц или небольших групп без признаков указания на то командования или общей политики. Однако множество других, по-видимому, являются частью общей модели, для которой характерны следующие черты: сходство между действиями в несмежных географических районах; синхронность с другими нарушениями международного гуманитарного права; синхронность с военными действиями; синхронность с принудительным перемещением гражданского населения; общие характерные детали изнасилований - максимизация позора и унижения не только жертв, но и их общин; и синхронность изнасилований. Одним из факторов, в частности, приводящих к такому выводу, является большое количество изнасилований, произошедших в местах содержания под стражей. Они, по-видимому, не являются случайными, и указывают, по крайней мере, на политику поощрения изнасилований, подкрепляемую преднамеренным отказом начальников лагерей и местных властей осуществлять командование и контроль над подчинённым им персоналом."[33]
2. ↑  "Женщины знали, что изнасилования начнутся, когда по громкоговорителю из главной мечети прозвучит «Марш на Дрину» (этот военный марш служил боевой песней четников и был запрещён в годы правления Тито). За время звучания "Марша на Дрину" женщинам надлежало раздеться, а солдаты входили в дома и забирали тех, кого хотели. Возраст уведённых женщин варьировался от 12 до 60 лет. Часто солдаты стремились забрать одновременно мать с дочерью. Многие женщины во время изнасилований подвергались и жестоким избиениям."[41]
3. ↑  "В лагере Кератерм несколько охранников насиловали заключённую на столе в тёмной комнате, пока она не потеряла сознание. На следующее утро она очнулась в луже крови."[43]
4. ↑  Женщины содержались в различных местах заключения, где им приходилось жить в невыносимо антисанитарных условиях. Там они подвергались жестокому обращению, среди прочего множество из них были неоднократно изнасилованы. Сербские солдаты или полицейские приходили в эти места заключения, отбирали одну или нескольких женщин, выводили их и насиловали… Всё это делалось у всех на виду, с полной осведомлённостью об этом, а иногда и при непосредственном участии местных властей, особенно полиции. Глава полиции в Фоче Драгон Гагович был лично опознан как один из мужчин, которые приходили в эти места заключений, чтобы забирать оттуда женщин и насиловать их[54].
5. ↑  "Имеются необходимые основания в соответствии со статьей 7(1) для установления ответственности лица, которое отдаёт приказ о действии или бездействии, осознавая значительную вероятность того, что при исполнении этого приказа будет совершено преступление. Приказ с таким осознанием должен рассматриваться как согласие с этим преступлением."[91]
6. ↑  "Начальник может быть привлечен к ответственности за преступления своих подчинённых, если он (а) не предотвратил совершение этих преступлений, знал или имел основания понимать, что они, вероятно, будут совершены, или (б) не наказал тех, кто их совершил."[92]

### Книги
- Abu-Hamad, Aziz. Rape as a Weapon of War // The Human Rights Watch Global Report on Women's Human Rights. — Human Rights Watch, 1995. — ISBN 0-300-06546-9.
- Allen, Beverly. Rape Warfare: Hidden Genocide in Bosnia-Herzegovina and Croatia. — University of Minnesota Press, 1996. — ISBN 978-0-8166-2818-6.
- Barberet, Rosemary L. Women, Crime and Criminal Justice: A Global Enquiry. — Routledge, 2014. — ISBN 978-0-415-85636-2.
- Becirevic, Edina. Genocide on the Drina River. — Yale University Press, 2014. — ISBN 978-0-300-19258-2.
- Borchelt, Gretchen. Sexual Violence Against Women in War and Armed Conflict // The Handbook of Women, Psychology, and the Law. — 1st. — John Wiley & Sons, 2005. — P. 293–327. — ISBN 978-0-7879-7060-4.
- Brooks, Roy L. The Age of Apology // When Sorry isn't Enough: The Controversy Over Apologies and Reparations for Human Injustice. — New York University Press, 1999. — P. 3–12. — ISBN 978-0-8147-1332-7.
- Burg, Steven L. Ethnic Conflict and International Intervention: Crisis in Bosnia-Herzegovina, 1990–93 / Steven L. Burg, Paul S. Shoup. — New. — M.E. Sharpe, 2000. — ISBN 978-1-56324-309-7.
- de Brouwer, Anne-Marie. Supranational Criminal Prosecution of Sexual Violence: The ICC and the Practice of the ICTY and the ICTR. — Intersentia, 2005. — ISBN 978-90-5095-533-1.
- Carpenter, R. Charli. Forgetting Children Born of War: Setting the Human Rights Agenda in Bosnia. — Columbia University Press, 2010. — ISBN 978-0-231-15130-6.
- Cawthorne, Nigel. The World's Ten Most Evil Men - From Twisted Dictators to Child Killers. — John Blake, 2009. — ISBN 978-1-84454-745-6.
- Cengic, Amir. Cases // The Oxford Companion to International Criminal Justice. — Oxford University Press, 2009. — ISBN 978-0-19-923832-3.
- Ching, Jacqueline. Genocide and the Bosnian War. — Rosen Publishing, 2008. — ISBN 978-1-4042-1826-0.
- Cohen, Philip J. The Complicity of Serbian Intellectuals // This Time We Knew: Western Responses to Genocide in Bosnia. — New York University Press, 1996. — P. 39–65. — ISBN 978-0-8147-1535-2.
- Goscilo, Helena. Embracing Arms - Cultural Representation of Slavic and Balkan Women in War. — Central European University Press, 2012. — ISBN 978-615-5225-09-3.
- Crowe, David M. War Crimes, Genocide, and Justice: A Global History. — Palgrave Macmillan, 2013. — ISBN 978-0-230-62224-1.
- Dewey, Susan. Hollow Bodies: Institutional Responses to Sex Trafficking in Armenia, Bosnia and India. — Kumarian Press, 2008. — ISBN 978-1-56549-265-3.
- Drakulic, Slavenka. They Would Never Hurt A Fly. — 1st American. — Viking Press, 2013. — ISBN 978-0-670-03332-4.
- Dombrowski, Nicole A. Women and War in the Twentieth Century: Enlisted With Or Without Consent. — Routledge, 2004. — P. 333; The apparent uniqueness of the rape directed overwhelmingly against Bosnian–Muslim women as part of a genocidal campaign of "ethnic cleansing". — ISBN 978-0-415-97256-7.
- Downey, Anthony. Exemplary Subjects: Camps and the Politics of Representation // Giorgio Agamben: Legal, Political and Philosophical Perspectives. — Routledge, 2013. — P. 142. — ISBN 978-0-415-63758-9.
- Dutton, Donald G. The Psychology of Genocide, Massacres, and Extreme Violence: Why "Normal" People Come to Commit Atrocities. — 1st. — Praeger, 2007. — ISBN 978-0-275-99000-8.
- Parrot, Andrea. Sexual Enslavement of Girls and Women Worldwide / Andrea Parrot, Nina Cummings. — Greenwood Publishing Group, 2008. — ISBN 978-0-275-99291-0.
- Eboe-Osuji, Chile. Superior or Command Responsibility: A Doubtful Theory of Criminal Responsibility at the Ad Hoc Tribunals // Des droits de l'homme au droit international pénal. — Bilingual. — Martinus Nijhoff, 2007. — P. 311–344. — ISBN 978-90-04-16055-2.
- Elsie, Robert. Historical Dictionary of Kosova. — Scarecrow Press, 2004. — ISBN 978-0-8108-5309-6.
- Ferguson, Niall. The War of The World: Twentieth-Century Conflict and the Descent of the West. — Reprint. — Penguin, 1996. — ISBN 978-0-14-311239-6.
- Ferguson, Niall. The War of the World: History's Age of Hatred. — Penguin, 2009. — ISBN 978-0-14-101382-4.
- Haas, Michael. International Human Rights: A Comprehensive Introduction. — 2nd. — Routledge, 2013. — ISBN 978-0-415-53820-6.
- Hazan, Pierre. Justice in a Time of War: The True Story Behind the International Criminal Tribunal for the Former Yugoslavia. — Texas A & M University Press, 2004. — ISBN 978-1-58544-411-3.
- Hewstone, Miles. Why Neighbors Kill: Prior Intergroup Contact and Ethnic Outgroup Neighbors // Explaining the Breakdown of Ethnic Relations. — Wiley-Blackwell, 2009. — P. 61–92. — ISBN 978-1-4443-0306-3.
- Hyndman, Jennifer. Genocide and Ethnic Cleansing // A Companion to Gender Studies. — New. — Wiley-Blackwell, 2009. — P. 202–211. — ISBN 978-1-4051-8808-1.
- Ivanišević, Bogdan. The War Crimes Chamber in Bosnia and Herzegovina: From Hybrid to Domestic Court. — International Center for Transitional Justice, 2008.
- Johan Vetlesen, Arne. Evil and Human Agency: Understanding Collective Evildoing. — Cambridge University Press, 2005. — ISBN 978-0-521-67357-0.
- Kennedy, Michael D. Cultural Formations of Postcommunism: Emancipation, Transition, Nation and War. — University of Minnesota Press, 2002. — ISBN 978-0-8166-3857-4.
- Kosmidou, Eleftheria Rania. European Civil War Films: Memory, Conflict, and Nostalgia. — Routledge, 2012. — ISBN 978-0-415-52320-2.
- Leaning, Jennifer. Sexual Violence during War and Forced Migration // Women, Migration, and Conflict: Breaking a Deadly Cycle / Jennifer Leaning, Susan Bartels, Hani Mowafi. — Springer, 2009. — P. 173–199. — ISBN 978-9048128242.
- LeBor, Adam. Recently Disturbed Earth // "Complicity with Evil" The United Nations in the Age of Modern Genocide. — Yale University Press, 2006. — ISBN 978-0-300-13514-5.
- Lee, John Y. Japanese War Criminals on the U.S. Justice Departments "Watchlist" of 3 December 1996: The Legal and Political Background // Legacies of the Comfort Women of World War II. — M.E. Sharpe, 2000. — P. 152–170. — ISBN 978-0-7656-0544-3.
- Lekha Sriram, Chandra. War, Conflict and Human Rights: Theory and practice / Chandra Lekha Sriram, Olga Martin-Ortega, Johanna Herman. — 2nd. — Routledge, 2014. — ISBN 978-0-415-83226-7.
- Luban, David. International and transnational criminal law. — Aspen, 2009. — ISBN 978-0-7355-6214-1.
- MacKinnon, Catharine A. Turning Rape into Pornography: Postmodern Genocide // Mass Rape: The War against Women in Bosnia-Herzegovina. — Bison Books, 1994. — P. 73–187. — ISBN 978-0-8032-4239-5.
- Maners, Lynn D. Clapping for Serbs: Nationalism and Performance in Bosnia and Herzegovina // Neighbors at War: Anthropological Perspectives on Yugoslav Ethnicity, Culture and History. — Pennsylvania State University Press, 2000. — P. 302–315. — ISBN 978-0-271-01979-6.
- May, Larry. War Crimes and Just War. — 1st. — Cambridge University Press, 2007. — ISBN 978-0-521-69153-6.
- McDonald, Gabrielle Kirk. Substantive and Procedural Aspects of International Criminal Law: The Experience of International and National Courts, Documents: 002 / Gabrielle Kirk McDonald, Olivia Swaak-Goldman. — Kluwer Law, 1999. — ISBN 978-90-411-1134-0.
- Meron, Theodor. The Making of International Criminal Justice: A View from the Bench: Selected Speeches. — Oxford University Press, 2011. — ISBN 978-0-19-960893-5.
- Mojzes, Paul. Balkan Genocides: Holocaust and Ethnic Cleansing in the Twentieth Century. — Rowman & Littlefield Publishers, 2011. — ISBN 978-1-4422-0663-2.
- Morales, Waltraud Queiser. Feminization of Global Scarcity and Violence // On the Edge of Scarcity: Environment, Resources, Population, Sustainability and Conflict. — 2nd. — Syracuse University Press, 2001. — P. 173–182. — ISBN 978-0-8156-2943-6.
- Nikolic-Ristanovic, Vesna. Women, Violence and War: Wartime Victimization of Refugees in the Balkans. — Central European University Press, 2000. — ISBN 978-9-6391-1660-3.
- Oosthuizen, Gabriël H. Review of the Sexual Violence Elements of the Judgements of the International Criminal Tribunal for the Former Yugoslavia, the International Criminal ... the Light of Security Council Resolution 18. — United Nations, 2010. — ISBN 978-92-1-137032-4.
- Pelinka, Anton. The Challenge of Ethnic Conflict, Democracy and Self-determination in Central Europe / Anton Pelinka, Dov Ronen. — Routledge, 1997. — ISBN 978-0-7146-4752-4.
- Ralston, John H. International Law Enforcement Strategies // The Legacy of Nuremberg: Civilising Influence Or Institutionalised Vengeance? / John H. Ralston, Sarah Finnin. — Brill, 2007. — P. 47–68. — ISBN 978-90-04-15691-3.
- Robinson, Darryl. Trials, Tribulations, and Triumphs: Major Developments in 1997 at the International Criminal Tribunal for the Former Yugoslavia // The Canadian Yearbook of International Law. — Volume 35. — University of British Columbia Press, 1998. — P. 179–213. — ISBN 978-0-7748-0679-4.
- Sander, Helke. Prologue // Mass Rape: The War against Women in Bosnia-Herzegovina. — Bison Books, 1994. — P. xvii–xxiii. — ISBN 978-0-8032-4239-5.
- Senasi, Deneen. Signs of Desire: Nationalism, War, and Rape in Titus Andronicus, Savior, and Calling the Ghosts // Desire of the Analysts: Psychoanalysis and Cultural Criticism. — State University of New York Press, 2008. — P. 99–122. — ISBN 978-0-7914-7300-9.
- Stiglmayer, Alexandra. The Rapes in Bosnia-Herzegovina // Mass Rape: The War Against Women in Bosnia-Herzegovina. — University of Nebraska Press, 1994. — P. 82–169. — ISBN 978-0-8032-9229-1.
- Simic, Olivera. Regulation of Sexual Conduct in UN Peacekeeping Operations. — Springer, 2014. — ISBN 978-3-642-42785-5.
- Totten, Samuel. Dictionary of Genocide / Samuel Totten, Paul R. Bartrop. — ABC-CLIO, 2007. — ISBN 978-0-313-32967-8.
- Henry, Nicola. War and Rape: Law, Memory, and Justice. — Routledge, 2010. — ISBN 978-0-415-56472-4.
- Lieberman, Benjamin. The Holocaust and Genocides in Europe. — 1st. — Bloomsbury Academic, 2013. — ISBN 978-1-4411-9478-7.
- Wood, Elisabeth J. Handbook on the Study of Multiple Perpetrator Rape: A multidisciplinary response to an international problem / Miranda A.H Horvath, Jessica Woodhams. — Routledge, 2013. — ISBN 978-0-415-50044-9.
- Sjoberg, Laura. Mothers, Monsters, Whores: Women's Violence in Global Politics / Laura Sjoberg, Caron E. Gentry. — Zed Books, 2007. — ISBN 978-1-84277-866-1.
- Van Sliedregt, Elies. Individual Criminal Responsibility in International Law. — Oxford University Press, 2012. — ISBN 978-0-19-956036-3.
- Waller, James E. Becoming Evil: How Ordinary People Commit Genocide and Mass Killing. — Oxford University Press, 2002. — ISBN 978-0-19-514868-8.
- Walsh, Annelotte. International Criminal Justice and the Girl Child // Women and Transitional Justice: The Experience of Women as Participants. — Lisa Yarwood, 2012. — P. 54–74. — ISBN 978-0-415-69911-2.
- Weitsman, Patricia. Children Born of War and the Politics of Identity // Born of War: Protecting Children of Sexual Violence Survivors in Conflict Zones. — Kumarian Press, 2007. — P. 110–127. — ISBN 978-1-56549-237-0.
- Yee, Sienho. The Doctrine of Command Responsibility // International Crime and Punishment: Selected Issues. — Volume 1. — University Press of America, 2003. — ISBN 978-0-7618-2570-8.
- Zappala, Salvatore. Cases // The Oxford Companion to International Criminal Justice. — Oxford University Press, 2009. — P. 683–685. — ISBN 978-0-19-923832-3.

### Статьи
- Boose, Lynda E. (2002). Crossing the River Drina: Bosnian Rape Camps, Turkish Impalement, and Serb Cultural Memory. Signs. 28 (1). University of Chicago Press: 71–96. doi:10.1086/340921. JSTOR 10.1086/340921. S2CID 145718891.
- Buss, Doris (2002). Prosecuting Mass Rape: Prosecutor v. Dragoljub Kunarac, Radomir Kovac and Zoran Vukovic. Feminist Legal Studies. 10 (1): 91–99. doi:10.1023/A:1014965414217. S2CID 141287152.
- Doja, Albert (2019). Politics of mass rapes in ethnic conflict: a morphodynamics of raw madness and cooked evil (PDF). Crime, Law and Social Change. 71 (5): 541–580. doi:10.1007/s10611-018-9800-0. S2CID 149928004.
- Ginn, Courtney (2013). Ensuring The Effective Prosecution Of Sexually Violent Crimes In The Bosnian War Crimes Chamber: Applying Lessons From The ICTY. Emory International Law Review. 27: 566–601.
- Lončar, Mladen; Medved, Vesna (2006). Psychological Consequences of Rape on Women in 1991–1995 War in Croatia and Bosnia and Herzegovina. Croatian Medical Journal. 47 (1): 67–75. PMC 2080379. PMID 16489699.
- Von Ragenfeld-Feldman, Norma (1997). The Victimization of Women: Rape and the Reporting of Rape in Bosnia-Herzegovina, 1992–1993. Fifth Annual Interdisciplinary German Studies Conference.
- Skjelsbæk, Inger (2006). Victim and Survivor: Narrated Social Identities of Women Who Experienced Rape During the War in Bosnia-Herzegovina. Feminism & Psychology. 16 (4). Sage: 373–403. doi:10.1177/0959353506068746. S2CID 145206051.
- Weitsman, Patricia A. (2008). The Politics of Identity and Sexual Violence: A Review of Bosnia and Rwanda. Human Rights Quarterly. 30 (3): 561–578. doi:10.1353/hrq.0.0024. S2CID 143000182.
- Williams, Paul R.; Scharf, Michael P. (1998). Task Force Statement of the Twentieth Century Fund's Task Force on Apprehending Indicted War Criminals: Meeting the Obligations of Justice. Human Rights. 3 (25). American Bar Association: 17–20. JSTOR 27880109.{{cite journal}}:  Википедия:Обслуживание CS1 (дата и год) (ссылка)